# Christopher Bailey
Christopher Bailey, né en 1971 à Halifax (Royaume-Uni), est un styliste britannique. Il est depuis 2014 CEO et directeur général de la création chez Burberry.

## Biographie

### Jeunesse et formation
Christopher Bailey est le fils d'un charpentier et d'une étalagiste travaillant pour la chaîne de magasins Marks & Spencer. Il sort diplômé de l'université de Westminster en 1990, puis obtient un master's degree du Royal College of Art en 1994,. 

### Début de carrière
Remarqué par Donna Karan durant ses études, il s'établit à New York et devient créateur des collections féminines de la styliste américaine. Il est ensuite designer senior du prêt à porter féminin chez Gucci,. 

### Burberry
En 2001, Christopher Bailey est recruté par Rose Marie Bravo (en), il succède à Roberto Menichetti et devient directeur artistique de Burberry. Il participe à la mise en valeur numérique de la marque. En 2013, après l'annonce du départ d'Angela Ahrendts, Bailey est nommé CEO et directeur général de la création de Burberry. Il prend ses fonctions en mai 2014,. 
 Le 31 octobre 2017, Burberry a annoncé le départ de Christopher Bailey en mars 2018.

## Distinctions et récompenses
En 2004, il reçoit le titre de membre honoraire du Royal College of Art, où Bailey a obtenu un master en arts en 1994.
En 2009, le styliste est fait membre de l'Ordre de l'Empire britannique (MBE).
Bailey est nommé Womenswear Designer of the Year lors des British Fashion Awards (en) en 2005 et 2009. En 2009, il est nommé designer de l'année par le British Fashion Council. En 2010, il reçoit le prix international du Conseil des créateurs de mode américains (CFDA).
En 2006, l'université de Westminster lui remet un doctorat honoraire en lettres (Doctor of Letters) pour sa « contribution au monde de la mode ». L'année suivante, il reçoit un diplôme honoraire en sciences (Doctor of Science) de l'université de Huddersfield. Le styliste est président d'honneur (honorary patron) de la société de philosophie du Trinity College de Dublin.
En 2013, il remporte le prix du créateur de vêtements pour hommes de l'année 2013 lors des British Fashion Awards. Le même an, il reçoit le titre de docteur honoraire du Royal College of Art de Londres.

## Vie privée
Il pratique le judo. Ouvertement homosexuel, il est en couple avec Geert Cloet, styliste chez Miu Miu, jusqu'à son décès en 2005, d'un cancer du cerveau. Il épouse en 2012 l'écrivain et acteur Simon Woods,.